# Kadenbach
Kadenbach település Németországban, Rajna-vidék-Pfalz tartományban. Lakosainak száma 1330 fő (2023. december 31.). Kadenbach Montabaur községgel határos.

## Népesség
A település népességének változása:
| Lakosok száma | 919  | 1340 | 1330 | 1330 | 1340 | 1330 |
|               | 1975 | 2017 | 2019 | 2021 | 2022 | 2023 |